# Маяк (Донецький район)
Мая́к — селище Макіївської міської громади Донецького району Донецької області, Україна. Відстань до Макіївки становить близько 13 км і проходить автошляхом місцевого значення. Селище тимчасово окупували в 2014 році.

## Населення

### Мова
Розподіл населення за рідною мовою за даними перепису 2001 року:
| Мова       | Кількість | Відсоток |
| ---------- | --------- | -------- |
| російська  | 1037      | 84.93%   |
| українська | 180       | 14.74%   |
| білоруська | 4         | 0.33%    |
| Усього     | 1221      | 100%     |

За даними перепису 2001 року населення селища становило 1221 особу, з них 14,74 % зазначили рідною мову українську, 84,93 % — російську та 0,33 % — білоруську мову.